# Sprzysiężenie Claudiusa Civilisa

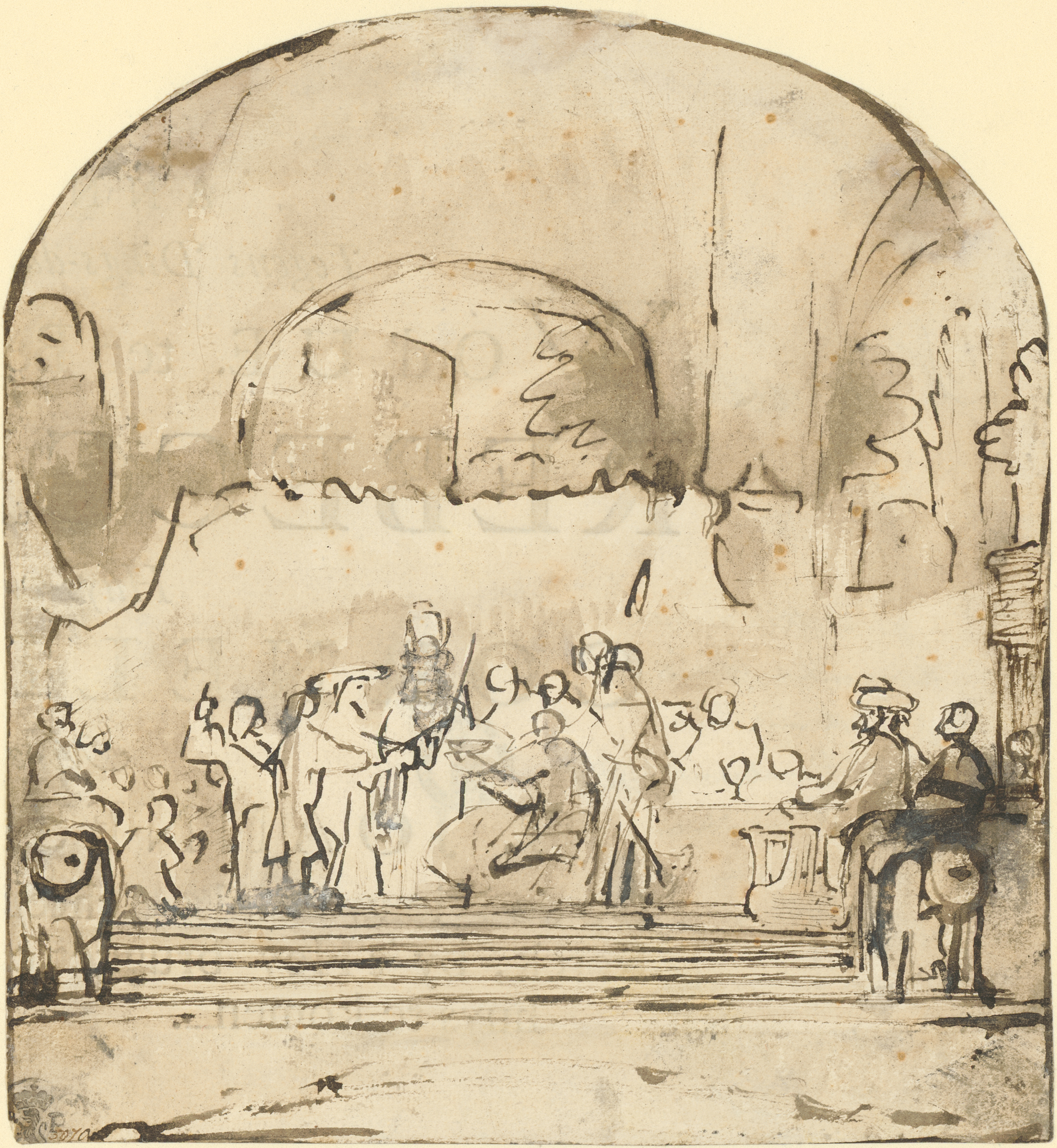
Sprzysiężenie Claudiusa Civilisa – rysunek przygotowawczy, 1661, Monachium, Graphische Sammlung

Sprzysiężenie Claudiusa Civilisa – obraz holenderskiego malarza Rembrandta.
Obraz został zamówiony przez władze Amsterdamu by ozdobić ratusz i podkreślić niepodległość Niderlandów. Pierwotnie zlecenie zostało złożone na ręce ucznia Rembrandta, Govaerta Flincka w 1655 roku, lecz z powodu śmierci malarza, zwrócono się do jego nauczyciela Rembrandta. Tematem obrazu jest historyczne wydarzenie opisane w dziele Tacyta Memorabilia i opowiadające m.in. o sprzysiężeniu przodków Holendrów, Batawów przeciwko rzymskiej dominacji. Powstanie przeciwko Rzymowi miało być symboliczną alegorią buntu przeciwko Hiszpanom.

Rembrandt postanowił stworzyć dzieło monumentalne o powierzchni 25 m². Wybrał scenę przedednia powstania Batawów, gdy Cywilis wydaje ucztę dla swoich sprzymierzeńców. Jego postać widziana jest z przodu, w ręku trzyma miecz do którego inni przytykają własne miecze na znak przysięgi. Stół, przy którym siedzą, wydaje się być źródłem światła i rozjaśnia oblicza zebranych. Sceneria przywodzi na myśl scenę ze szekspirowskiej sztuki teatralnej. Na temat historyk sztuki Carl Nordenfalk pisał:

Światło, które (...) żarzy się wzdłuż krawędzi i rozjaśnia ubrania i twarze ludzi znajdujące się z tyłu, wydaje się wielokrotnie silniejsze niż to światło, które można sobie wyobrazić jako płynące z ukrytego źródła znajdującego się na stole. Ten właśnie, przede wszystkim świetlny, efekt sprawia, że przysięga w obrazie Rembrandta staje się świętym misterium

Już w 1662 roku obraz został zdjęty z sali ratusza. Przyczyną było prawdopodobnie kalectwo Cywilisa (Rembrandt przedstawił go jako ślepca), co miało ujmować postaci heroizmu. W miejsce płótna wstawiono obraz Jorisa Ovensa przedstawiający wodza Batawów z profilu. Odrzucenie dzieła Rembrandta zmusiło malarza do zmniejszenia go o jedną czwartą i szukania innego kupca. Obecnie pierwotne dzieło znane jest jedynie z rysunku przygotowawczego, na którym widać w tle ogromną kulisę architektoniczną.